# Crozet (Ain)
Pour les articles homonymes, voir Crozet.
Crozet est une commune française, située dans le département de l'Ain en région Auvergne-Rhône-Alpes.
Ses habitants s'appellent les Crozatis.

## Géographie
Crozet, commune du pays de Gex, est située au pied du Jura à 15 kilomètres de Genève et à une centaine de kilomètres de Lyon (et à une dizaine de minutes de l'aéroport de Genève-Cointrin). Cette commune est composée de trois hameaux : Crozet, Villeneuve et Avouzon.

### Climat
Pour des articles plus généraux, voir Climat d'Auvergne-Rhône-Alpes et Climat de l'Ain.
En 2010, le climat de la commune est de type climat de montagne, selon une étude du CNRS s'appuyant sur une série de données couvrant la période 1971-2000. En 2020, Météo-France publie une typologie des climats de la France métropolitaine dans laquelle la commune est exposée à un climat de montagne ou de marges de montagne et est dans la région climatique Jura, caractérisée par une forte pluviométrie en toutes saisons (1 000 à 1 500 mm/an), des hivers rigoureux et un ensoleillement médiocre.
Pour la période 1971-2000, la température annuelle moyenne est de 9,8 °C, avec une amplitude thermique annuelle de 17,8 °C. Le cumul annuel moyen de précipitations est de 1 455 mm, avec 12,1 jours de précipitations en janvier et 9,6 jours en juillet. Pour la période 1991-2020, la température moyenne annuelle observée sur la station météorologique de Météo-France la plus proche, sur la commune de Cessy à 6 km à vol d'oiseau, est de 10,9 °C et le cumul annuel moyen de précipitations est de 1 063,2 mm,. Pour l'avenir, les paramètres climatiques de la commune estimés pour 2050 selon différents scénarios d'émission de gaz à effet de serre sont consultables sur un site dédié publié par Météo-France en novembre 2022.

## Urbanisme

### Typologie
Au 1er janvier 2024, Crozet est catégorisée ceinture urbaine, selon la nouvelle grille communale de densité à 7 niveaux définie par l'Insee en 2022.
Elle appartient à l'unité urbaine de Crozet, une agglomération intra-départementale dont elle est ville-centre,. Par ailleurs la commune fait partie de l'aire d'attraction de Genève - Annemasse (partie française), dont elle est une commune de la couronne,. Cette aire, qui regroupe 158 communes, est catégorisée dans les aires de 700 000 habitants ou plus (hors Paris),.

### Occupation des sols
L'occupation des sols de la commune, telle qu'elle ressort de la base de données européenne d’occupation biophysique des sols Corine Land Cover (CLC), est marquée par l'importance des forêts et milieux semi-naturels (75,2 % en 2018), une proportion sensiblement équivalente à celle de 1990 (75,5 %). La répartition détaillée en 2018 est la suivante :
forêts (44,6 %), milieux à végétation arbustive et/ou herbacée (30,7 %), terres arables (10,9 %), zones urbanisées (5,8 %), zones agricoles hétérogènes (4,2 %), espaces verts artificialisés, non agricoles (1,7 %), prairies (1,4 %), zones industrielles ou commerciales et réseaux de communication (0,8 %).
L'évolution de l’occupation des sols de la commune et de ses infrastructures peut être observée sur les différentes représentations cartographiques du territoire : la carte de Cassini (XVIIIe siècle), la carte d'état-major (1820-1866) et les cartes ou photos aériennes de l'IGN pour la période actuelle (1950 à aujourd'hui).

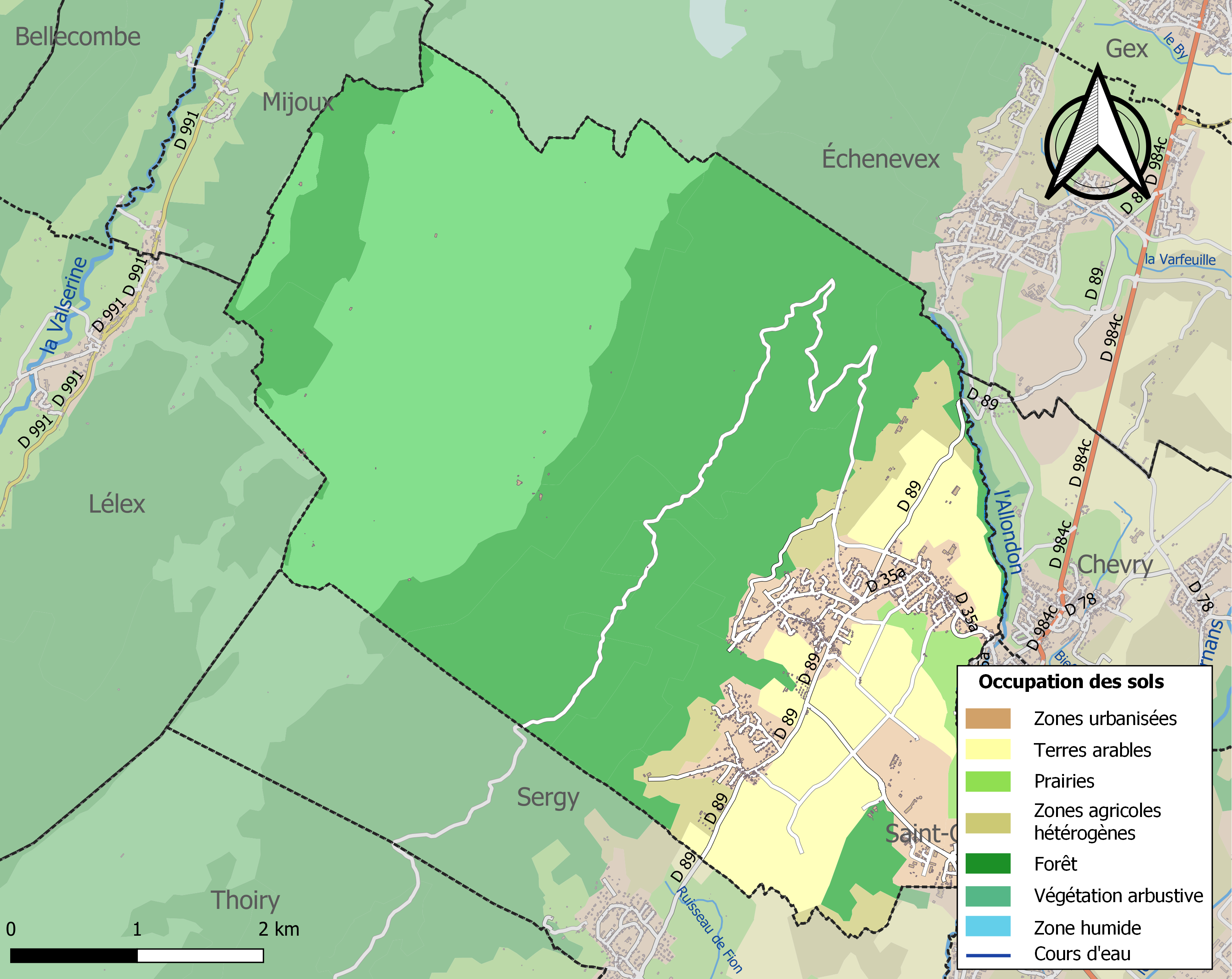
Carte des infrastructures et de l'occupation des sols de la commune en 2018 (CLC).

## Histoire

### Famille de Rossillon
La famille de Rossillon est une puissante maison noble du pays de Gex tirant probablement son nom du château de Rossillon, maison-forte bâtie sur le territoire de l'actuelle commune de Crozet.
Cette famille noble avait pour armes : « De sable à la croix d'argent. »
Les Rossillon, vassaux des seigneurs de Gex, possédaient des fiefs disséminés sur un vaste territoire allant de Pougny sur le Rhône à Allamand dans le canton de Vaud en Suisse, et du Jura au Rhône. Vers 1105 est cité Guillaume de Rossillon.
Le château de Rossillon, construit à la fin du XIIe ou au début du XIIIe siècle, est bâti sur une ancienne motte castrale. Il fut détruit par les Savoyards lors de la guerre de 1353. Amé, comte de Savoie, assiège la ville de Gex en 1353 et, par le traité de Paris signé en 1355, le pays de Gex intègre, pour quelque deux cents ans, le puissant comté de Savoie. Le château est en ruine au XVe siècle (avant 1410), peut-être dès 1353.

### Fief d'Avouzon
Cette terre (Avuisus, Awisun) faisait partie des dotations de l'église épiscopale de Genève. En 1184, Guillaume de Rossillon la remit à l'évêque Arducius, déclarant qu'il l'avait injustement envahie. Par accord daté du mois de mars 1258, entre Simon de Joinville, seigneur de Gex, et le couvent de Saint-Victor de Genève, il fut convenu que chacune des parties devait avoir la moitié du village, soit en hommes, soit en terres. Le 10 mai 1261, le même sire de Gex reconnut tenir le fief d'Avouson, en augmentation de fief, d'Henri, évêque de Genève, et lui en fit hommage. Cet hommage fut renouvelé, en 1305, par Guillaume de Joinville. La dîme du village se partageait entre le seigneur, le curé de Thoiry et le prieur de Saint-Jean de Genève.

## Politique et administration

### Découpage territorial
La commune de Crozet est membre de l'intercommunalité Pays de Gex Agglo, un établissement public de coopération intercommunale (EPCI) à fiscalité propre créé le 31 mai 1995 dont le siège est à Gex. Ce dernier est par ailleurs membre d'autres groupements intercommunaux.
Sur le plan administratif, elle est rattachée à l'arrondissement de Gex, au département de l'Ain et à la région Auvergne-Rhône-Alpes. Sur le plan électoral, elle dépend du  canton de Thoiry pour l'élection des conseillers départementaux, depuis le redécoupage cantonal de 2014 entré en vigueur en 2015, et de la troisième circonscription de l'Ain  pour les élections législatives, depuis le dernier découpage électoral de 2010.

## Démographie
L'évolution du nombre d'habitants est connue à travers les recensements de la population effectués dans la commune depuis 1793. Pour les communes de moins de 10 000 habitants, une enquête de recensement portant sur toute la population est réalisée tous les cinq ans, les populations de référence des années intermédiaires étant quant à elles estimées par interpolation ou extrapolation. Pour la commune, le premier recensement exhaustif entrant dans le cadre du nouveau dispositif a été réalisé en 2008.
En 2022, la commune comptait 2 354 habitants, en évolution de +10,72 % par rapport à 2016 (Ain : +5,15 %, France hors Mayotte : +2,11 %).
| 1793 | 1800 | 1806 | 1821 | 1831 | 1836 | 1841 | 1846 | 1851 |
| ---- | ---- | ---- | ---- | ---- | ---- | ---- | ---- | ---- |
| 558  | 648  | 631  | 622  | 667  | 615  | 633  | 645  | 680  |

| 1856 | 1861 | 1866 | 1872 | 1876 | 1881 | 1886 | 1891 | 1896 |
| ---- | ---- | ---- | ---- | ---- | ---- | ---- | ---- | ---- |
| 680  | 715  | 640  | 563  | 573  | 548  | 517  | 517  | 534  |

| 1901 | 1906 | 1911 | 1921 | 1926 | 1931 | 1936 | 1946 | 1954 |
| ---- | ---- | ---- | ---- | ---- | ---- | ---- | ---- | ---- |
| 512  | 512  | 518  | 424  | 402  | 385  | 383  | 329  | 365  |

| 1962 | 1968 | 1975 | 1982 | 1990  | 1999  | 2006  | 2008  | 2013  |
| ---- | ---- | ---- | ---- | ----- | ----- | ----- | ----- | ----- |
| 410  | 440  | 711  | 961  | 1 164 | 1 349 | 1 673 | 1 766 | 2 015 |

| 2018  | 2022  | - | - | - | - | - | - | - |
| ----- | ----- | - | - | - | - | - | - | - |
| 2 149 | 2 354 | - | - | - | - | - | - | - |

## Lieux et monuments
- Vestiges du château de Rossillon, berceau de la puissante famille de Rossillon. Installé au-dessus du village de Villeneuve, à 500 mètres au nord-ouest du hameau de la Pièce, sur le chemin du col de Crozet, au sommet d'un monticule de 690 mètres d'altitude[23].

Le site présente les restes d'un donjon rectangulaire de 9,50 × 16 m flanqué à l'angle sud-est d'une tourelle rectangulaire, et d'une petite annexe à l'est. L'ensemble étant entouré d'une enceinte fossoyée. Selon Louis Blondel le donjon daterait de la fin du XIe ou début XIIe siècle. Quoi qu'il en soit, au tout début du XIIe siècle, vers 1105, est cité Guillaume de Rossillon. Avant le XVe siècle (avant 1410), et peut-être dès 1353 lors de la prise Gex par la Savoie, le château est en ruine.
- Église Saints-Jacques-et-Philippe de Crozet reconstruite vers 1830.
- Forêt de Crozet (sapins, chênes et hêtres).
- Parc naturel régional du Haut-Jura.
- Station de ski Monts-Jura.
- Le tunnel abritant la boucle de 27 kilomètres du LHC (Large Hadron Collider), l'accélérateur de particules du CERN, passe à une centaine de mètres sous la commune[25].
- Col de Crozet.
- Montoisey.

## Vie locale

### Associations sportives
- Association sportive St-Genis-Ferney-Crozet (football)
- Tennis Club
- Ski-club de Crozet

### Jumelages
| Crozet (Ain) Jullouville |

Crozet a développé des associations de jumelage avec :
- Jullouville (France) depuis le 12 décembre 1999, commune de la Manche (*) située à 634 kilomètres, dans le cadre d'un partenariat « sable et neige »[26].

(*) La commune de Jullouville a été créée en 1973 par le regroupement des anciennes communes de Bouillon et de Saint-Michel-des-Loups.

## Héraldique

Ancien logo de la municipalité.

| Blason de Crozet (Ain) | Blason  | De sable à la croix d'argent. |
| Blason de Crozet (Ain) | Détails |                               |

## Personnalités liées à la commune
- Pierre Chanel a été le curé du village.
- Mickael Buffaz, cycliste professionnel (Cofidis).